# Seznam kulturních památek na Starém Městě (Praha)
Tento seznam nemovitých kulturních památek v části Staré Město v hlavním městě Praze  vychází z  Ústředního seznamu kulturních památek ČR, který na základě zákona č. 20/1987 Sb., o státní památkové péči, vede Národní památkový ústav jako ústřední organizace státní památkové péče. Údaje jsou průběžně upřesňovány, přesto mohou obsahovat i řadu věcných a formálních chyb a nepřesností či být neaktuální. 
Pokud byly některé části dotčeného území vyčleněny do samostatných seznamů, měly by být odkazy na tyto dílčí seznamy uvedeny v úvodu tohoto seznamu nebo v úvodu příslušné sekce seznamu.
Staré Město je od roku 1971 součástí Pražské památkové rezervace.

## Betlémský obvod
Základní sídelní jednotka Betlémský obvod zaujímá území západně od ulic Na můstku a Melantrichova (prodloužená osa Václavského náměstí) a od Malého náměstí, jižně od Josefova a severně od Národní třídy.
- Seznam kulturních památek na Starém Městě – Betlémský obvod, západní část, západně od ulic Na Perštýně, Husova, Valentinská
- Seznam kulturních památek na Starém Městě – Betlémský obvod, východní část, východně od ulic Na Perštýně, Husova, Valentinská

## Jakubský obvod
Základní sídelní jednotka Jakubský obvod zaujímá území severovýchodně od ulic Na můstku a Melantrichova (prodloužená osa Václavského náměstí) a od Malého náměstí, jižně od Dlouhé třídy.
- Seznam kulturních památek na Starém Městě – Jakubský obvod

## Haštalský obvod
Základní sídelní jednotka Haštalský obvod zaujímá území Starého Města severně od náměstí Jana Palacha, Kaprovy ulice (resp. Josefova) a Dlouhé třídy.
- Seznam kulturních památek na Starém Městě – Haštalský obvod

## Netříděné
| Památka                           | Fotografie                                                 | Rejstříkové číslo v ÚSKP                                                             | Sídelní útvar                                               | Poloha                                            | Popis a poznámky |
| --------------------------------- | ---------------------------------------------------------- | ------------------------------------------------------------------------------------ | ----------------------------------------------------------- | ------------------------------------------------- | --- |
| Staroměstské opevnění (Q30104244) | \| \| \| \| \| \|                                          | 54791/1-161 Pam. katalog MIS                                                         | Staré Město                                                 | Staré Město 50°4′55,89″ s. š., 14°24′59,54″ v. d. | Městské opevnění staroměstské, část stojící a archeologické stopy. Parcely a objekty v MonumNetu blíže nespecifikovány. Opevnění Starého Města je soubor památek převážně archeologického charakteru a jen ojediněle zachovaných na povrchu. Opevnění bylo pravděpodobně budováno v první polovině 13. století za vlády Václava I. Obrannou funkci ztratilo po založení Nového Města. - Odbor archeologie NPÚ Praha popisuje opevnění v dnešní linii ulic Národní, Na Příkopě a Revoluční, které bylo budováno pravděpodobně v první polovině 13. století za vlády Václava I. Hradební zeď byla 2 metry silná, před ní se nacházel parkán široký až 18 metrů a zakončený parkánovou zdí na hraně příkopu, příkop byl široký někde až 20 metrů a dosahoval hloubky mezi 6 až 8 metry a obě jeho strany byly vyzděné kamennými opěrnými zdmi. Krom toho ještě v této trase procházela strouha, jejíž funkce není jasně vysvětlena. Směrem k Vltavě tvořila opevnění zřejmě pouze samotná hradba. Součástí hradeb byly věže, brány a můstky přes příkop. - V nadzemní části se dochovaly pouze dvě veřejně nepřístupné věže ve dvorech policejního ředitelství mezi Národní třídou a Bartolomějskou ulicí. - V podchodu metra Na Můstku je veřejně viditelné obnažené torzo gotického můstku a dno a vnitřní opěrná zeď příkopu. - V suterénních prostorách hotelového domu „Kings Court“ v ulici U Obecního domu je viditelné torzo vyzdění příkopu. - Velká část opevnění, hlavně příkopů, se nachází pod povrchem země pod ulicemi a ve sklepích domů v trase bývalých hradeb a bývá nacházena při záchranných archeologických výzkumech. - K staroměstskému opevnění přísluší i Prašná brána, která však pochází z novější doby, kdy již staroměstské opevnění neplnilo obrannou funkci, a je samostatnou kulturní památkou (rejstříkové číslo 11729/1-13 (Pk•MIS•Sez•Obr•WD)). Poznámka: V MonumNetu neuvedena parcelní čísla ani rozpis objektů. Původně byl do rejstříku pod číslem 1-161 zapsán výčet čp. 310, 314, 344, 404, 409, 416, 727, 973, 379 (fragment got. pilíře), frag. got. můstku a opev. Odpovídá adresám: - Bartolomějská 314/4 - Bartolomějská 310/10+12 - Na Perštýně 344/5 - Národní 416/37 / Uhelný trh 416/11 / Martinská 416/10 (Platýz) - Národní 973/41 - Rytířská 409/8 - Rytířská 404/12 / Na můstku 404/2 - Na můstku 379/10 - Dlouhá 727/39+41 / Haštalská 727/26 / Hradební 727/1 V Památkovém katalogu je památka rozepsána do 53 bodů, v nichž je ovšem zahrnuto i opevnění ostatních pražských měst: Staré Město - 1) Bartolomějská 310/10, věž s částí zdi ve dvoře. Pův. r. č. 161; zápis do státního seznamu schválen OK NVP 22. 12. 1964, 16. 8. 1967 vydáno rozhodnutí NVP čj. kult/4-1205/1967. - 2) Bartolomějská 314/12, věž ve dvoře. Pův. r. č. 161; zápis do státního seznamu schválen OK NVP 22. 12. 1964, 16. 8. 1967 vydáno rozhodnutí NVP čj. kult/4-1206/1967. - 3) Na Perštýně 344/5. Objekt v části svých konstrukcí obsahuje pozůstatky městského opevnění. Čp. 344 je samostatně KP (38428/1-172). - 4) Rytířská 404/13, Na můstku 404/2. Čp. 404 je samostatně KP. - 5) Rytířská 409/8. Čp. 409 je samostatně KP. - 6) Národní 416/37, Uhelný trh 416/11, Martinská 416/10, Platýz. Čp. 416 je samostatně KP. - 7) Dlouhá 727/41, Hradební 727/1, divadlo Jiřího Wolkera (divadlo V Dlouhé). Čp. 727 je samostatně KP. - 8) Národní 973/41. Čp. 973 je samostatně KP. - 9) Na můstku 379/10, fragment gotického pilíře pod domem. Čp. 379 je samostatně KP. - 10) Fragment pozdně gotického můstku ve vestibulu stanice metra Můstek Nové Město - 11) Fragment gotického opevnění při Hybernské ulici v areálu Masarykova nádraží - 47) Gotické opevnění Nového Města, Horská ul. Viz položku č. 48. Zápis do státního seznamu schválen OK NVP 22. 12. 1964. - 48) Barokní opevnění Nového Města, Horská, Pod Karlovem. Pův. r. č. 1214 (společně s nynější položkou č. 47). Zápis do státního seznamu schválen OK NVP 22. 12. 1964 Malá Strana - 12) Hladová zeď (malostranská část), Petřín. Pův. r. č. 482; zápis do státního seznamu schválen OK NVP 22. 12. 1964, 16. 7. 1968 vydáno rozhodnutí NVP čj. kult/4-1257/1968. - 13) Valdštejnské náměstí 18/5 Čp. 18 je samostatně KP. - 14) čp. 17, Valdštejnský palác. Čp. 17 je samostatně KP. - 15) čp. 158, Pálffyovský palác. Čp. 158 je samostatně KP. - 16) Nerudova 247/19. Čp. 247 je samostatně KP. - 17) Malostranské náměstí 261/10, Tržiště 261/14. Čp. 261 je samostatně KP. - 18) Malostranské náměstí 264/7, Tržiště 267/8. Čp. 264 je samostatně KP. - 19) Malostranské náměstí 271/2. Čp. 271 je samostatně KP. - 20) Mostecká 273/21 viz čp. 274. Zápis do státního seznamu schválen OK NVP 22. 12. 1964, 15. 9. 1969 vydáno rozhodnutí NVP čj. kult/4-1027/1969. - 21) Mostecká 274/21, pův. r.č. 715 (společně s čp. 273). Zápis do státního seznamu schválen OK NVP 22. 12. 1964, 15. 9. 1969 vydáno rozhodnutí NVP čj. kult/4-1027/1969. - 22) Karmelitská 301/29, Tržiště 301/2. Čp. 301 je samostatně KP. - 23) Tržiště 367/11. Čp. 367 je samostatně KP. - 24) Tržiště 370/5. Čp. 370 je samostatně KP. - 25) Karmelitská 516/31. Čp. 516 je samostatně KP. - 49) Vítězná 530/11, U Karla IV. Čp. 530 je samostatně KP (44463/1-2128; dříve 1414). - 50) Vítězná 531/13, U Otakara II. Čp. 531 je samostatně KP (41467/1-2122, dříve 1414). Hradčany - 53) U Písecké brány 209/3, K Brusce 209/3, bývalá mýtnice. Čp. 209 je samostatně KP (47335/1-1420). Památkově chráněno od 22. prosince 1964. |
|                                   | Kategorie „Walls of Prague Old Town “ na Wikimedia Commons | Hledat fotografie a kategorie ve Wikimedia Commons podle rejstříkového čísla památky | Nahrát snímek k tomuto tématu do úložiště Wikimedia Commons |                                                   | |